# Snowboard nos Jogos Olímpicos de Inverno de 2002 - Slalom gigante paralelo feminino
A competição do slalom gigante paralelo feminino do snowboard nos Jogos Olímpicos de Inverno de 2002 ocorreu entre os dias 14 de fevereiro e 15 de fevereiro de 2002 na Park City Mountain Resort, em Park City.

## Medalhistas
| Ouro   | FRA Isabelle Blanc |
| Prata  | FRA Karine Ruby    |
| Bronze | ITA Lidia Trettel  |

## Resultados

### Qualificação
Na fase de qualificação as 30 snowboarders inscritas realizarm uma descida, sendo que as 16 com melhores tempos avançaram a fase seguinte.
| Pos. | Atleta                        | Tempo | Notas |
| ---- | ----------------------------- | ----- | ----- |
| 1    | AUT Maria Kirchgasser         | 41.44 | Q     |
| 2    | FRA Karine Ruby               | 41.45 | Q     |
| 3    | ITA Lidia Trettel             | 41.94 | Q     |
| 4    | FRA Isabelle Blanc            | 42.20 | Q     |
| 5    | FRA Julie Pomagalski          | 42.25 | Q     |
| 6    | ITA Isabella Dal Balcon       | 42.26 | Q     |
| 7    | USA Lisa Kosglow              | 42.30 | Q     |
| 8    | ITA Dagi Mair unter der Eggen | 42.32 | Q     |
| 9    | POL Jagna Marczułajtis        | 42.39 | Q     |
| 10   | SWE Åsa Windahl               | 42.41 | Q     |
| 11   | GER Katharina Himmler         | 42.54 | Q     |
| 12   | ITA Marion Posch              | 42.59 | Q     |
| 13   | SUI Steffi von Siebenthal     | 42.68 | Q     |
| 14   | SVK Jana Šedová               | 42.92 | Q     |
| 15   | RUS Mariya Tikhvinskaya       | 42.97 | Q     |
| 16   | JPN Ran Iida                  | 43.06 | Q     |
| 17   | USA Sondra Van Ert            | 43.15 |       |
| 18   | SWE Sara Fischer              | 43.21 |       |
| 19   | SUI Nadia Livers              | 43.27 |       |
| 20   | SUI Daniela Meuli             | 43.46 |       |
| 21   | GER Heidi Renoth              | 43.54 |       |
| 22   | JPN Tomoka Takeuchi           | 43.76 |       |
| 23   | AUT Manuela Riegler           | 44.04 |       |
| 24   | NED Nicolien Sauerbreij       | 44.71 |       |
| 25   | FRA Florine Valdenaire        | 44.96 |       |
| 26   | USA Rosey Fletcher            | 45.11 |       |
| 27   | USA Lisa Odynski              | 45.47 |       |
| 28   | AUT Claudia Riegler           | 51.87 |       |
| —    | AUT Doris Günther             | DNF   |       |
| —    | SUI Milena Meisser            | DNF   |       |

### Fase final
| Oitavas de final | Oitavas de final                | Oitavas de final |  |  | Quartas de final | Quartas de final        | Quartas de final |  |  | Semifinal | Semifinal              | Semifinal |  |                | Final          | Final                  | Final |
|                  |                                 |                  |  |  |                  |                         |                  |  |  |           |                        |           |  |                |                |                        |       |
| 1                | AUT Maria Kirchgasser           | -                |  |  |                  |                         |                  |  |  |           |                        |           |  |                |                |                        |       |
| 16               | JPN Ran Iida                    | DSQ              |  |  | 1                | AUT Maria Kirchgasser   | DSQ              |  |  |           |                        |           |  |                |                |                        |       |
| 8                | ITA Dagmar Mair Unter der Eggen | +0.61            |  |  | 9                | POL Jagna Marczulajtis  | -                |  |  |           |                        |           |  |                |                |                        |       |
| 9                | POL Jagna Marczulajtis          | -                |  |  |                  |                         |                  |  |  | 9         | POL Jagna Marczulajtis | DSQ       |  |                |                |                        |       |
| 5                | FRA Julie Pomagalski            | -                |  |  |                  |                         |                  |  |  | 4         | FRA Isabelle Blanc     | -         |  |                |                |                        |       |
| 12               | ITA Marion Posch                | +1.13            |  |  | 5                | FRA Julie Pomagalski    | +2.07            |  |  |           |                        |           |  |                |                |                        |       |
| 4                | FRA Isabelle Blanc              | -                |  |  | 4                | FRA Isabelle Blanc      | -                |  |  |           |                        |           |  |                |                |                        |       |
| 13               | SUI Steffi von Siebenthal       | +1.94            |  |  |                  |                         |                  |  |  |           |                        |           |  |                | 4              | FRA Isabelle Blanc     | -     |
| 3                | ITA Lidia Trettel               | -                |  |  |                  |                         |                  |  |  |           |                        |           |  |                | 2              | FRA Karine Ruby        | +1.74 |
| 14               | SVK Jana Sedova                 | +2.11            |  |  | 3                | ITA Lidia Trettel       | -                |  |  |           |                        |           |  |                |                |                        |       |
| 6                | ITA Isabella Dal Balcon         | -                |  |  | 6                | ITA Isabella Dal Balcon | +3.59            |  |  |           |                        |           |  |                |                |                        |       |
| 11               | GER Katharina Himmler           | +0.23            |  |  |                  |                         |                  |  |  | 3         | ITA Lidia Trettel      | +0.15     |  |                |                |                        |       |
| 7                | USA Lisa Kosglow                | -                |  |  |                  |                         |                  |  |  | 2         | FRA Karine Ruby        | -         |  |                |                |                        |       |
| 10               | SWE Aasa Windahl                | +1.32            |  |  | 7                | USA Lisa Kosglow        | +2.70            |  |  |           |                        |           |  | Terceiro lugar | Terceiro lugar | Terceiro lugar         |       |
| 2                | FRA Karine Ruby                 | -                |  |  | 2                | FRA Karine Ruby         | -                |  |  |           |                        |           |  |                | 9              | POL Jagna Marczulajtis | DSQ   |
| 15               | RUS Maria Tikhvinskaya          | +28.9            |  |  |                  |                         |                  |  |  |           |                        |           |  |                | 3              | ITA Lidia Trettel      | -     |

Legenda
| Recorde mundial      | Recorde mundial (World record)               |                       | Recorde africano                      | Recorde africano (African) |                                           | Q | Classificado por posição (Qualified) |
| Recorde olímpico     | Recorde olímpico (Olympic record)            | Recorde da América    | Recorde da América (Americas)         | q                          | Classificado por melhor tempo (Qualified) |   |                                      |
| Melhor marca do ano  | Melhor marca do ano (World leading)          | Recorde asiático      | Recorde asiático (Asian)              | DNS                        | Não largou (Did not start)                |   |                                      |
| Recorde nacional     | Recorde nacional (National record)           | Recorde europeu       | Recorde europeu (European)            | DNF                        | Não terminou (Did not finish)             |   |                                      |
| Recorde pessoal      | Recorde pessoal do atleta (Personal best)    | Recorde da Oceania    | Recorde da Oceania (Oceania)          | DSQ / DQ                   | Desclassificado (Disqualified)            |   |                                      |
| Recorde da temporada | Recorde da temporada do atleta (Season best) | Recorde sul-americano | Recorde sul-americano (South America) | NM                         | Sem marca (No mark)                       |   |                                      |